# Shirakisotima japonica
Shirakisotima japonica är en insektsart som först beskrevs av Matsumura, S. och Tokuichi Shiraki 1908.  Shirakisotima japonica ingår i släktet Shirakisotima och familjen vårtbitare. Inga underarter finns listade i Catalogue of Life.